# Theo Graham
Theo Farris Lee Graham (* 20. Juni 1997 in Manchester) ist ein britischer Schauspieler.

## Leben und Karriere
Graham wuchs in Manchester auf und besuchte die St. Peter's Roman Catholic High School. Anschließend absolvierte er ein BTEC Extended Diploma in Performing Arts am Manchester College.
Sein Debüt gab er 2015 in einer Folge in All at Sea. In den Jahren 2015 und 2016 trat er in der Seifenoper Doctors auf. Seinen Durchbruch erzielte er mit der Rolle des Hunter McQueen in der Seifenoper Hollyoaks, die er von 2016 bis 2018 und erneut von 2022 bis 2024 verkörperte. Für seine Darstellung erhielt er 2018 bei den British Soap Awards die Auszeichnung für die beste On-Screen-Partnerschaft. 2021 übernahm Graham die Rolle des Dane in der Netflix-Serie Fate: The Winx Saga.

## Filmografie

### Filme
- 2015: The Hunter

### Serien
- 2014: All at Sea
- 2015: Ordinary Lies
- 2015–2016: Doctors
- 2016: Brief Encounters
- 2016–2024: Hollyoaks
- 2017: In the Dark
- 2019: Clink
- 2021: Flatmates
- 2021–2022: Fate: The Winx Saga

## Auszeichnungen

### Gewonnen
- 2018: The British Soap Awards in der Kategorie „Bester Schauspieler“[7]

### Nominiert
- 2018: The British Soap Awards in der Kategorie „Beste On-Screen-Partnerschaft“[8]